# 안자이 유이치로

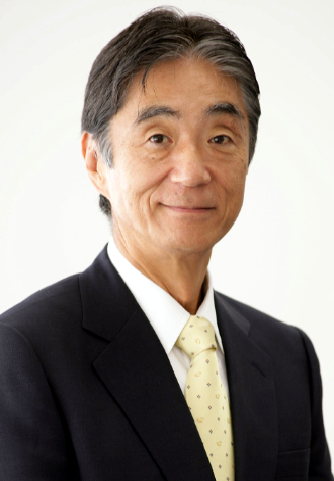
안자이 유이치로 (2015년)

안자이 유이치로(일본어: 安西 祐一郎, 1946년 8월 29일 ~ )는 일본의 공학자(정보과학·인지과학)이자 대학 교수이며, 게이오기주쿠 대학 이공학부 교수이다. 학위는 공학 박사(게이오기주쿠 대학·1974년)이며 게이오기주쿠 대학 이공학부장, 동 대학원 이공학연구과 위원장, 학교법인 게이오기주쿠 대학 총장 등을 역임했다.

## 주요 경력

### 학력
- 1959년 - 게이오기주쿠 요치샤 초등학교 졸업
- 1962년 - 게이오기주쿠 보통부 졸업
- 1965년 - 게이오기주쿠 고등학교 졸업
- 1969년 - 게이오기주쿠 대학 공학부 응용화학과 졸업

### 경력
- 1971년 - 게이오기주쿠 대학 공학부 관리공학과 조교( ~ 1979년)
- 1974년 - 동 대학원 공학연구과 박사 과정 수료(관리 공학 전공)
- 1976년 - 카네기 멜론 대학교 박사 연구원( ~ 1978년)
- 1979년 - 게이오기주쿠 대학 공학부 관리공학과 전임 강사( ~ 1985년)
- 1981년 - 카네기 멜론 대학교 객원 조교수( ~ 1982년)
- 1985년 - 홋카이도 대학 문학부 행동과학과 조교수
- 1988년 - 게이오기주쿠 대학 이공학부 전기공학과(현 : 정보공학과) 교수
- 1989년 - 동 대학원 이공학연구과 교수(계산기 과학 전공) 겸임
- 1991년 - 맥길 대학교 객원 교수
- 1993년 - 게이오기주쿠 대학 이공학부장·대학원 이공학연구과 위원장( ~ 2001년)
- 2001년 - 게이오기주쿠 대학 총장( ~ 2009년)
- 2003년 - 사단법인 일본 사립대학 연맹 회장·일본 사립대학 단체연합회 회장·전사학연합 대표(협의회 의장)
- 2005년 - 사단법인 정보처리학회 제23대 회장( ~ 2007년)
- 2008년 - 태평양연안 대학교연합회(Association of Pacific Rim Universities; APRU) 회장

### 기타 대외 경력
- 문부과학성 중앙교육심의회 위원(제3기 ~ 제4기)
- ‘일본 학술 진흥회 21세기 COE 프로그램’ 프로그램 위원(2006년도)
- 동 ‘글로벌 COE 프로그램’ 프로그램 위원회 부위원장
- 국립대학 법인 도호쿠 대학 경영협의회 위원
- 대학 공동 이용 기관 법인 정보·시스템 연구 기구 이사
- 과학기초론학회 평의원
- 교육 재생 간담회 단장

## 수상 경력
- 정보처리학회 논문상(1987년도)[1]
- 계측자동제어학회 기술 논문상
- ‘번역의 세계’ 번역 대상 철학·사상·예술 부문 1위
- 인공지능학회 실적상(2001년도)
- 프랑스 교육 공로장(2005년)
- 자수포장(2008년 봄)

## 저서
- 《문제 해결의 심리학 - 인간의 시대에의 발상》(1985년) ISBN 4-12-100757-3
- 《지식과 표상 - 인공지능과 인지심리학에의 서론》(산업 도서, 1986년) ISBN 4-7828-0030-4
- 《뇌과학의 현재 - 신경 생리학·인지과학·수리공학으로부터》(사카타 히데오 외(저), 1987년) ISBN 4-12-100826-X
- 《정성 추론 - 지식 정보처리 시리즈》(미조구치 후미오·안자이·후루카와 고이치(편), 1989년) ISBN 4-320-02468-0
- 《마음의 사회》(Marvin Minsky(저)·안자이(역), 1990년) ISBN 4-7828-0054-1
- 《핸디북 컴퓨터 핸디북 시리즈》(1997년) ISBN 4-274-07850-7
- 《학자 인생의 모델》(1998년) ISBN 4-00-002824-3
- 《이와나미 강좌 멀티미디어 정보학〈9〉- 정보의 창출과 디자인》(2000년) ISBN 4-00-010969-3
- 《이와나미 강좌 멀티미디어 정보학〈11〉- 자기의 계발》(안자이 외(저), 2000년) ISBN 4-00-010971-5
- 《이미지와 인지 - 인지과학의 신전개》(2001년) ISBN 4-00-006784-2
- 《이와나미 강좌 현대 공학의 기초 제16권》(2003년) ISBN 4-00-010996-0
- 《로봇학 창성 이와나미 강좌 로봇학 1》(2004년) ISBN 4-00-011241-4
- 《미래를 선도하는 대학 - 게이오기주쿠 대학 총장, 세계의 학장이라고 말한다》(게이오기주쿠 대학 출판회, 2004년) ISBN 4-7664-1094-7